# Mosè Bianchi
Pour les articles homonymes, voir Bianchi.

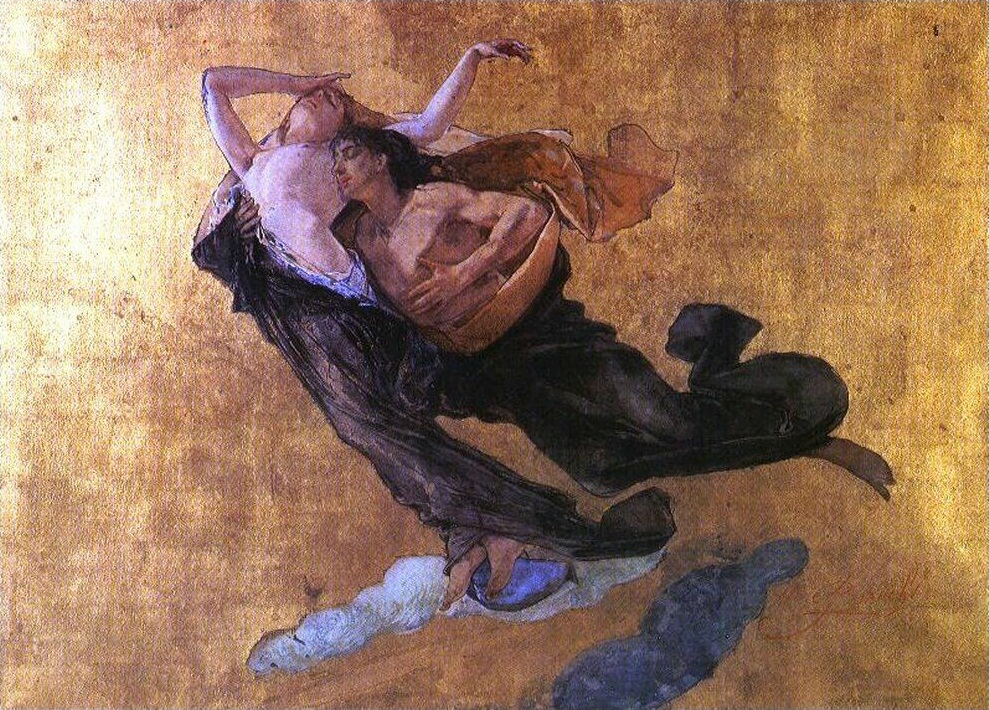
Paolo e Francesca, Mosé Bianchi, 1877 env

Mosé Bianchi (Monza, 13 octobre 1840 - 15 mars 1904) est un peintre italien  du XIXe siècle.

## Biographie
Mosé Bianchi est le fils d'un professeur de dessin, et modeste peintre, Giosuè Bianchi et de Luigia Meani. Il a terminé des études techniques et en 1856, il s'inscrit à l'Académie de Brera à Milan où il est élève de Schmidt, Bisi, Zimmermann, Sogni et du directeur Giuseppe Bertini. Il suivit les cours avec  Federico Faruffini, Tranquillo Cremona, Daniele Ranzoni et Filippo Carcano.
En 1859, il participa à la IIIe guerre d'indépendance italienne. Ses premiers tableaux exécutés sous la tutelle de son professeur Bertini, Portrait de Simonetta Galimberti et le Portrait de Giacinta Galimberti (1861, au  Musei civici, Monza), L'arciprete Stefano Guandeca  accusa l'arcivescovo di Milano Anselmo Pusterla di tradimento sacrilego, (1862, collection privée) et la Congiura di Pontida, (1862, exposée à Brera en 1862 et 1863).
En 1864, ses études terminées, il obtient la commande de la Comunione di San Luigi pour l'église paroissiale Sant'Albino, près de Monza.
Il s'oriente vers la représentation naturalistique dans le cadre du gout narratif des Domenico et Gerolamo Induno : Una lezione di canto corale, La vigilia della sagra (1864), Lo sparecchio dell’altare (1865). Ses tableaux attirent l'attention de la critique mais avec les tableaux de Cléopatre et La Signora di Monza (1865), il retombe dans le genre mélodramatique de la peinture romantique à thème historique.
En 1867 avec l'œuvre L’ombra di Samuele appare a  Saul, il remporte il pensionato Oggioni, qui lui finance pendant deux années un séjour à Venise où il étudie la peinture du XVIIIe siècle à Rome et à Paris où il est impressionné par la peinture de Meissonier et Marià Fortuny.
En 1869, il rentre à Milan où il présente à Brera I fratelli sono al campo (« Les frères sont au champ »), où sont représentées des jeunes femmes prostrées priant pour que leurs frères, combattants de la IIIe Guerre d'indépendance, soient épargnés. Le tableau réunissant le vérisme de l'image à la rhétorique du sentiment patriotique et religieux fut plébiscité par la bourgeoisie milanaise.
En 1871, Mosé devient conseiller à l'Académie Brera. Désormais peintre à la mode, il réalise : La benedizione delle case(1870) et Una buona fumata (1872), une esquisse de genre qui remporte en 1877 le prix Principe Umberto. Suivent La pittrice (1874), I convenevoli et Una lezione di musica, qui témoignent d'un style « neosettecentesco » (Nouveau XVIIIe siècle) et Portrait di nobile signora, qui remporte aussi le prix Principe Umberto, Portrait dell’ingegner Carlo Mira et Portrait de Luigi Galbiati (1876), où il montre sa maîtrise de portraitiste.
Au début des années 1870, il commence son activité de fresquiste. En 1877, il réalise le cycle des fresques de la Villa Giovanelli à Lonigo, près de Vicence, de 1883 à 1884, la décoration de la gare royale de Monza avec le Il genio dei Savoia et, en 1885, les décorations du palazzo Turati à Milan.
C’est à cette époque qu'il décide d'encourager les talents artistiques de son neveu Pompeo Mariani, en l’emmenant avec lui  peindre le parc de Monza. Pompeo Mariani deviendra l'un des personnages importants de la peinture du XIXe siècle.
Ses nombreux voyages à Venise lui inspirent des vues de la Lagune très appréciées, nécessitant parfois de nombreuses versions comme celle de La laguna in burrasca (1879), actuellement au  Museo Godi Valmarana de Lugo.
Ses confrères contemporains  Antonio Fontanesi et Domenico Morelli considèrent sa peinture comme « d'une extraordinaire modernité » ; la toile La parola di Dio (1887) montre l'apport de la photographie dans sa peinture et Le lavandaie (1894), donne sa contribution à la représentation de la vie des « humbles ».
Après une brève activité de conseiller communal à Milan et après s'être porté candidat sans succès à une chaire de professeur à l'Académie des Beaux-Arts de Turin, en 1890, il peint à Gignese, près du Lac Majeur, une série de vedutes alpines, un hommage au naturalisme lombard : Casa del pastore et Pecore al ruscello ainsi que diverses vues de Milan : Milano sotto la neve, Periferia milanese lungo il Naviglio et Cavalcando.
Il se consacre aussi à l'eau-forte et, en 1896, il remporte un prix au Concorso della Calcografia Nazionale.
En 1898, il est nommé professeur et directeur à l'Accademia Cignaroli de Vérone.
Une maladie contractée en décembre 1899 l'oblige à rentrer à Monza et à abandonner la peinture.
Mosé Bianchi meurt le 15 mars 1904 et est inhumé au cimetière de Monza.

## Œuvres
- Gondola sul canale, huile sur toile, Académie Carrara, Bergame.
- Una vittima del secolo XVII, 1863, Museo civico, Brescia
- Déposition,1887, Cappella Visconti, cimetère, Carnisio
- La pittrice, 1974 ; Carrobbio, Museo Frugone, Nervi, Gênes
- Fresques, 1887, villa Giovanelli, Lonigo,
- La vigilia della sagra, 1864 ; La lettrice, 1867 ; I fratelli al campo, 1867 ; La benedizione delle case, 1870 ; Interno rustico, Pinacothèque de Brera, Milan,
- Salotto azzurro ; Flora, 1885, palais Turati, Milan,
- Déposition, 1899, Cimitero Monumentale, chapelle Frova, Milan
- Fresques, Saletta Reale, gare centrale, Milan
- Cleopatra, 1865 ; Portrait de Orsola Rebecchi, 1875 ; Portrait de Luigi Galbiati, 1876 ; Traversata, 1885 ; Una nevicata a Milano, v.1885 ; Il ritorno dalla sagra, 1887 ; Pescatori a Chioggia, 1890 ; Le lavandaie, 1894 ; Triste ritorno, 1897 ; Notturno, v. 1898 ; Reminiscenze milanesi del 1848, 1898 ; Busto di giovane donna, 1898 - 1899, Galleria d'Arte Moderna, Milan,
- Portrait de Giulia Lucini Colombani, 1894, Ospedale Maggiore, Milan
- Crucifixion, 1881, Museo Diocesano, Milan,
- Cavalcando ; Pecore al ruscello ; Scena agreste ; Flora ; Monache al lido ; Donna col bambino al seno ; Paolo e Francesca, Pinacothèque Ambrosienne, Milan,
- Portrait de Giacinta Galimberti, 1861 ; Portrait de Simonetta Galimberti ; 1861 ; La signora di Monza, 1865 ; Ritratto d’uomo, 1875 ; Le sorelle, 1887, Museo civico, Monza,
- Una strada di Verona, Museo di Capodimonte, Naples
- Résurrection, 1874 ; Studio di testa, 1880 ; Le paurose, 1881 ; Parola di Dio, 1887 ; Vaporino a Chioggia ; Bosco nel parco di Monza, 1895, Galleria Nazionale d’Arte Moderna, Rome,
- La comunione di S. Luigi Gonzaga, 1864, église S. Maria Nascente et S. Carlo,Sant’Albino,
- Il pittore Londonio, 1866 ; L'amante Egidio, 1867 ; La Monaca di Monza, 1867, Galleria d’arte moderna, Turin
- La bufera, tempera sur carton, Museo Revoltella, Trieste,
- Crocifixion, 1879, église paroissiale S. Antonio Abate, Valmadrera,
- Ritratto di signora, v. 1898, Museo di Castelvecchio, Vérone,
- Santuario della Beata Vergine dei Miracoli, Corbetta,
- Portrait de Simonetta Galimberti, (1861)
- Portrait de Giacinta Galimberti, (1861)
- Dopo il duello, (1866)
- Dans le dôme de Monza, (1872)
- Ritratto maschile, (1875)
- Portrait de Giuseppe Antonio Fossati (1875)
- La storia (1877)
- Stemma sabaudo, il Genio di Savoia (1883-1884)
- La spesa del curato, (1885)

## Sources
- (it) Cet article est partiellement ou en totalité issu de l’article de Wikipédia en italien intitulé « Mosè Bianchi » (voir la liste des auteurs).